# Erich Amonn
Erich Amonn (* 28. Juni 1896 in Bozen, Österreich-Ungarn; † 19. November 1970 ebenda) war ein Südtiroler Unternehmer und Politiker. Der Spross einer Bozner Kaufmannsfamilie übernahm 1913 zusammen mit seinem Bruder Walther Amonn die Firma Amonn. Im Rahmen der Option entschied er sich für den Verbleib in der Heimat und engagierte sich in der Zeit der Operationszone Alpenvorland aktiv im Südtiroler Widerstand. Nach dem Zweiten Weltkrieg wurde unter seiner Führung die Südtiroler Volkspartei (SVP) gegründet, deren erster Obmann er wurde. 1948 legte er sein Amt als Obmann nieder und war für eine Amtszeit als Abgeordneter im Regionalrat Trentino-Südtirol und damit gleichzeitig im Südtiroler Landtag tätig. Er prägte die Politik Südtirols im ersten Jahrzehnt nach Kriegsende nachhaltig, nach der „Palastrevolution“ im Jahre 1957, die eine neue Führungsriege an die Parteispitze brachte, ging sein Einfluss deutlich zurück.

## Der Unternehmer
Erich Amonn stammte aus einer bedeutenden Südtiroler Unternehmerfamilie. Ab 1913 führte er zusammen mit seinem Bruder Walther die Firma Amonn. Nachdem er am Ersten Weltkrieg teilgenommen hatte, erreichte das Unternehmen eine für Südtirol beachtliche Größe und eine Diversifikation, die aus der Herstellung und dem Vertrieb von Farben, den Handelsbereichen Papier, Hotelbedarf, sowie Landwirtschaft und Konsumgüter bestand. Die aufgebaute Finanzstärke und das beachtliche Immobilienvermögen ließen den Bereich Lebensmittel – nach der Übergabe des Unternehmens an seine Kinder – durch den Beitritt zur Kette DESPAR zum wichtigsten Firmenzweig des Unternehmens werden.

## Der Politiker
Der „Dableiber“ Amonn gehörte in der Zeit der Operationszone Alpenvorland zu den bürgerlichen Widerstandskreisen in Südtirol. Er engagierte sich als führendes Mitglied im 1939 begründeten antinazistischen Andreas-Hofer-Bund. Aus wirtschaftspolitischen und taktischen Gründen trat er, gemeinsam mit seinem Bruder Walther, im November 1940 in die Nationale Faschistische Partei ein, was ihm von Optantenkreisen zum Vorwurf gemacht wurde.
Am 8. Mai 1945 lud Amonn neunzehn Vertrauensleute aus allen Südtiroler Landesteilen zu einer Besprechung in die Villa Malfèr in Gries ein, bei der die Südtiroler Volkspartei als Sammelpartei der deutsch- und ladinischsprachigen Bevölkerung gegründet wurde.
Der Aufruf von Erich Amonn und Karl Tinzl an die Bevölkerung erschien am 19. Mai 1945 in der ersten Nummer der „Dolomiten“ nach der Zulassung der Tageszeitung durch die Alliierten. Das Wiedererscheinen der „Dolomiten“ zählte gemeinsam mit der Gründung der SVP zu den Angelpunkten der politischen Reorganisation der Südtiroler.
Die Gründung der SVP, deren Obmannschaft Amonn übernahm, stieß in Südtirol nach den langen Jahren der politischen Unterdrückung auf eine unglaubliche Resonanz.
1948 fungierte Amonn als Führer der Südtiroler Delegation, die in den Verhandlungen zur Erarbeitung des Ersten Autonomiestatuts teilnahm. In den folgenden Jahren erwiesen sich die im Rahmen dieses Abkommens der Region Trentino-Südtirol zugestandenen Gesetzgebungs- und Lokalverwaltungskompetenzen aufgrund fortdauernder Schikanen von zentralstaatlicher und Trentiner Seite als unbrauchbar, um Südtiroler Interessen dienen zu können. Die innerparteiliche Opposition forderte daher eine stärkere Betonung des Tiroler Standpunkts, ein aktives Engagement Österreichs, eine harte Linie gegenüber Rom und die Internationalisierung der Südtirolfrage. Amonn, Vertreter einer gemäßigteren Haltung, beurteilte die Situation prinzipiell anders, forcierte weiterhin die bisherige Verhandlungsstrategie mit Rom und Trient und hielt nur durch Kleinarbeit auf lange Sicht weitere Autonomiebefugnisse für Südtirol für möglich. Bei den Wahlen 1948 konnte er ein Mandat für den Regionalrat Trentino-Südtirol und damit gleichzeitig den Südtiroler Landtag erringen, das er bis 1952 innehatte.
Im Laufe der 50er Jahre kam es zusätzlich zu der unbefriedigenden politischen Lage zu gravierenden ökonomischen Veränderungen, die sich in der deutschsprachigen Bevölkerung durch Landflucht und – aufgrund eines die italienischsprachige Bevölkerung bevorzugenden Arbeitsmarkts – Auswanderung bemerkbar machte. Zudem gab es ab November 1956 in Südtirol erste Sprengstoffanschläge, die sich in den folgenden Jahren ausweiteten und maßgeblich zur Verschärfung des ethnischen Konflikts beitrugen. Unter diesen Rahmenbedingungen kam es am 25. Mai 1957 auf der Landesversammlung der SVP zu einem folgenreichen Wechsel der Führungsgremien, womit eine nachhaltige Änderung hin zu einer deutlich härteren Parteilinie einherging. An die Spitze der Partei wurde der damals dreiundvierzigjährige Silvius Magnago gestellt, der von der bisherigen politischen Strategie Amonns abrückte und diesen allmählich aus den wichtigsten Parteigremien ausschloss.
Nach 1961 zog sich Erich Amonn zunehmend aus dem Unternehmen und aus dem öffentlichen Leben zurück und verstarb nach langer Krankheit am 19. November 1970.

## Privates
1930 heiratete Amonn die aus einer Industriellenfamilie stammende Marlene von Pretz, die Zwillingsschwester von Leo von Pretz. Das Paar hatte drei Kinder: Christoph, Ander und Monica. 